# آنری شیونو
آنری شیونو (انگلیسی: Anri Shiono; May 2 – ) صداپیشه اهل ژاپن بود. وی بین سال‌های ۲۰۰۳ تا ۲۰۱۱ میلادی فعالیت می‌کرد.